# Jacob Aagaard
Jacob Aagaard Madsen (* 31. Juli 1973 in Hørsholm) ist ein dänischer Schachspieler, Schachbuchautor und Verleger, der zeitweise für Schottland spielte.

## Leben
Aagaard begann in der zweiten Hälfte der 1990er-Jahre Erfolge in der Schacharena zu verbuchen. 1996 teilte er Platz drei (mit Sergei Kalinitschew und Nicolay Legky) in Budapest, 1997 teilte er den ersten Platz in Highgate und Rotherham, 1998 siegte er in Hampstead. 2002, dem Jahr, in dem er Internationaler Meister wurde, teilte er Platz eins in Helsingør, im Folgejahr gewann er das Turnier ungeteilt. Zum Jahreswechsel 2003/04 wurde Aagaard beim Rilton-Cup in Stockholm geteilter Dritter (gemeinsam mit unter anderem Viktor Kortschnoi, Eric Lobron und Robert Fontaine), 2004 gewann er gemeinsam mit Thomas Luther und Milan Draško in Arco. Im selben Jahr wurde er, nachdem er seinen Wohnsitz in Glasgow genommen hatte, schottischer Vizemeister. Im Jahr darauf wurde er Meister von Schottland.
Von Februar 2006 bis November 2009 spielte Aagaard für den schottischen Schachverband. 2006 wurde Aagaard Sechster bei der Dänischen Meisterschaft und gewann erneut in Arco. 2007 erzielte er den größten sportlichen Erfolg seiner Karriere, als er in Great Yarmouth die Britische Meisterschaft für sich entschied. Im selben Jahr wurde ihm der Großmeistertitel verliehen. 2011 erhielt er den Titel FIDE Senior Trainer.
Aagaard hat sich seit Ende der 1990er-Jahre als erfolgreicher Autor von Schachliteratur profiliert. 2004 gründete er den Schachbuchverlag Quality Chess UK LLP und verlegt gemeinsam mit John Shaw und Andrew Greet jährlich etwa 10 bis 20 Schachbücher im anspruchsvollen Marktsegment.

## Mannschaftsschach

### Nationalmannschaft
Aagaard nahm an vier Schacholympiaden teil, nämlich 2006 und 2008 für Schottland sowie 2012 und 2014 für Dänemark. 2011 nahm er mit der dänischen Mannschaft an der Mannschaftseuropameisterschaft teil.

### Vereinsschach
In der dänischen Skakligaen (bis 2004 1. Division) spielte Aagaard in der Saison 1995/96 beim Meister SK K41, bei dem er auch in der Saison 2002/03 wieder spielte, in der Saison 1997/98 bei der Gistrup Skakforening, die als Aufsteiger den Titel gewann, in der Saison 2000/01 beim Århus Skakklub, in der Saison 2004/05 beim Helsingør Skakklub, in der Saison 2007/08 und von 2009 bis 2012 beim Skakklubben Sydøstfyn und in der Saison 2012/13 bei der Brønshøj Skakforening. In der Saison 2014/15 spielte er für die Skakforeningen ØBRO, in den Saisons 2015/16 und 2016/17 spielte er für den Charlottenlunder Verein Philidor, mit dem er in beiden Jahren Meister wurde. In der Saison 2017/18 spielte Aagaard erneut für Brønshøj.
In der schwedischen Elitserien spielte Aagaard von 1998 bis 2004 beim Limhamns SK, in der britischen Four Nations Chess League in der Saison 1996/97 bei Na Fianna, in der Saison 1997/98 bei Slough und in den Saisons 2013/14 und 2016/17 bei Wood Green Hilsmark Kingfisher. In der spanischen Mannschaftsmeisterschaft spielte er 2007 und 2008 für CE Foment Martinenc Barcelona.

## Publikationen
- Easy Guide to the Panov-Botvinnik Attack, 1998
- Easy Guide to the Sveshnikov Sicilian, 2000
- Dutch Stonewall, 2001
- Sicilian Kalashnikov, 2001 (mit Jan Piński)
- Excelling at Chess, 2002
- Meeting 1. d4, 2002 (mit Esben Lund)
- Queen’s Indian Defence, 2002
- Excelling at Positional Chess, 2003
- Starting Out: The Grunfeld Defence, 2004
- Excelling at Combinational Play: Learn to Identify and Exploit Tactical Chances, 2004
- Inside the Chess Mind: How Players of All Levels Think About the Game, 2004
- Excelling at Technical Chess: Learn to Identify and Exploit Small Advantages, 2004
- Excelling at Chess Calculation: Capitalizing on Tactical Chances, 2004
- Starting Out: Benoni Systems, 2005 (mit Endre Vegh, Alexander Rajetzki und Maxim Tschetwerik)
- Experts vs. the Sicilian, 2006 (mit John Shaw)
- Practical Chess Defence, 2006
- The Attacking Manual 1: Basic Principles, 2008, ISBN 978-91-976004-0-8.
- The Attacking Manual 2: Technique and Praxis, 2008, ISBN 978-91-976004-1-5.
- Jacob Aagaard: Grandmaster Preparation – Calculation. Quality Chess, 2012, ISBN 978-1-907982-31-6.
- Jacob Aagaard: Grandmaster Preparation – Positional Play. Quality Chess, 2012, ISBN 978-1-907982-27-9.
- Jacob Aagaard: Grandmaster Preparation – Strategic Play. Quality Chess, 2013, ISBN 978-1-907982-29-3.
- Jacob Aagaard: Grandmaster Preparation – Attack & Defence. Quality Chess, 2013, ISBN 978-1-907982-70-5.
- Jacob Aagaard: Grandmaster Preparation – Endgame Play. Quality Chess, 2014, ISBN 978-1-907982-27-9.
- Jacob Aagaard: Grandmaster Preparation – Thinking Inside the Box. Quality Chess, 2017, ISBN 978-1-907982-35-4.
- Playing the French, Quality Chess, Glasgow, 2013, ISBN 978-1-907982-37-8 (mit Nikolaos Ntirlis)